# U.S. Men's Clay Court Championships 2002
L'U.S. Men's Clay Court Championships 2002 è stato un torneo di tennis giocato sulla terra rossa. È stata la 92ª edizione del U.S. Men's Clay Court Championships, che fa parte della categoria International Series nell'ambito dell'ATP Tour 2002. Si è giocato al Westside Tennis Club di Houston in Texas negli Stati Uniti dal 22 al 29 aprile 2002.

## Campioni

### Singolare
Andy Roddick ha battuto in finale  Pete Sampras con il punteggio di 7–6 (9), 6–3.

### Doppio
Mardy Fish /  Andy Roddick hanno battuto in finale  Jan-Michael Gambill /  Graydon Oliver con il punteggio di 6–4, 6–4.